# Manáoag
Manáoag es un municipio filipino de primera categoría, situado en la isla de Luzón. Forma parte de la provincia de Pangasinán situada en la Región Administrativa de Ilocos, también denominada Región I.

## Geografía
Se halla situado en los 124° 8' 50 de longitud y los 11º 12´ de latitud; próximo á
la orilla del rio de Angalatan, en terreno llano, y clima es templado y saludable.

### Barangayes
El municipio se divide, a los efectos administrativos, en 26 barangayes o barrios, conforme a la siguiente relación:
| - Babasit - Baguinay - Baritao - Bisal - Bucao - Cabanbanán | - Calaocán - Inamotán*Lelemaán - Licsi - Lipit del Norte - Lipit del Sur - Matolong | - Mermer - Nalsian - Oraán del Este - Oraán del Oeste - Pantal - Pao - Parián | - Población - Pugaro - San Ramón - Santa Inés - Sapang - Tebuel |  |

### Demografía
A mediados del siglo XIX, año 1845,  contaba con 9.247 almas, de las cuales 1.360 contribuían con 13.600 reales de plata, equivalentes a 54.000 reales de vellón.

## Historia
Según consta en el Boletin Eclesiástico de Filipinas publicado por los padres Dominicos Manáoag fue fundada el año de 1608 en el pequeño asentamiento de Cawili, hoy San Jacinto.
A principios del siglo XVII algunas personas se establecieron en la margen oeste del río Baloquín, donde más tarde se establece una misión católica.
El barrio de Pugaro fue la misión más antigua en Manáoag establecida por los agustinos. Un día, cuando el misionero no encontró a los nativos, dijo que se fugaron. 
De esta palabra vino el nombre del barrio.
La misión fue puesta bajo la advocación de Santa Mónica y durante algún tiempo Manáoag era conocido simplemente como la misión de Santa Mónica.
A los padres dominicos sustituyeron a los agustinos quienes colocaron la misión bajo la protección de la Reina del Santísimo Rosario.

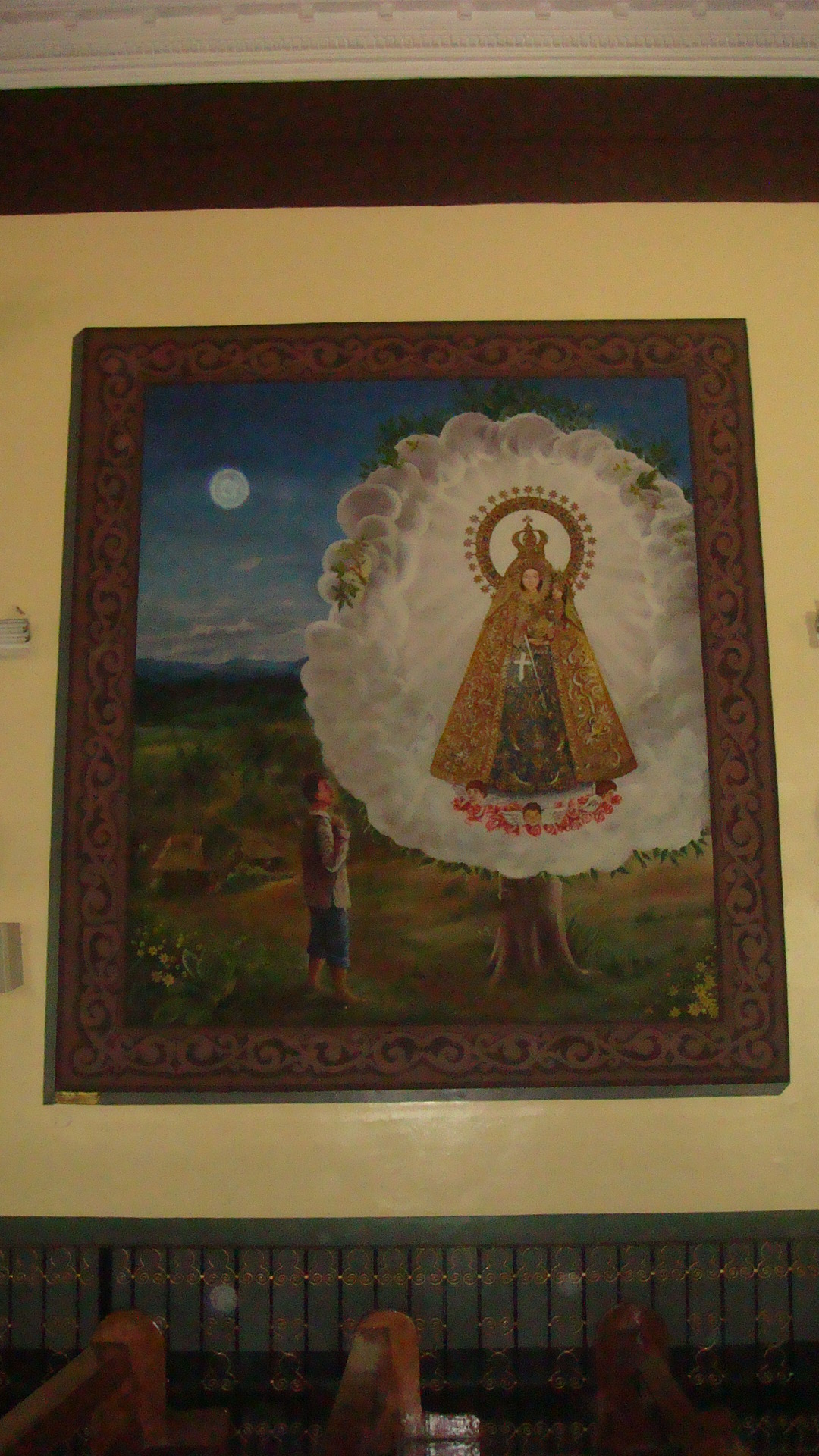
Aparición

Según la tradición,  un campesino vio encima de un árbol a una señora con un niño envuelta en una luz cegadora,  diciéndole con voz dulce: Hijo, quiero una iglesia en mi honor. Mis hijos recibirán muchos favores en este lugar. El campesino relató la historia a familiares, amigos y vecinos. Muchos campesinos acudieronr al lugar para verificar la aparición. A su regreso a casa les preguntaron de dónde venían, a lo que respondieron Dimad Apo Ya Mantatawag, que quiere decir De dónde la Señona me llama. Con el tiempo el término se convirtió en Mantawag, palabra que tanto en Pangasinán como en los dialectos Ilocanos significa llamar. Este es el origen del nombre del lugar: Manáoag.

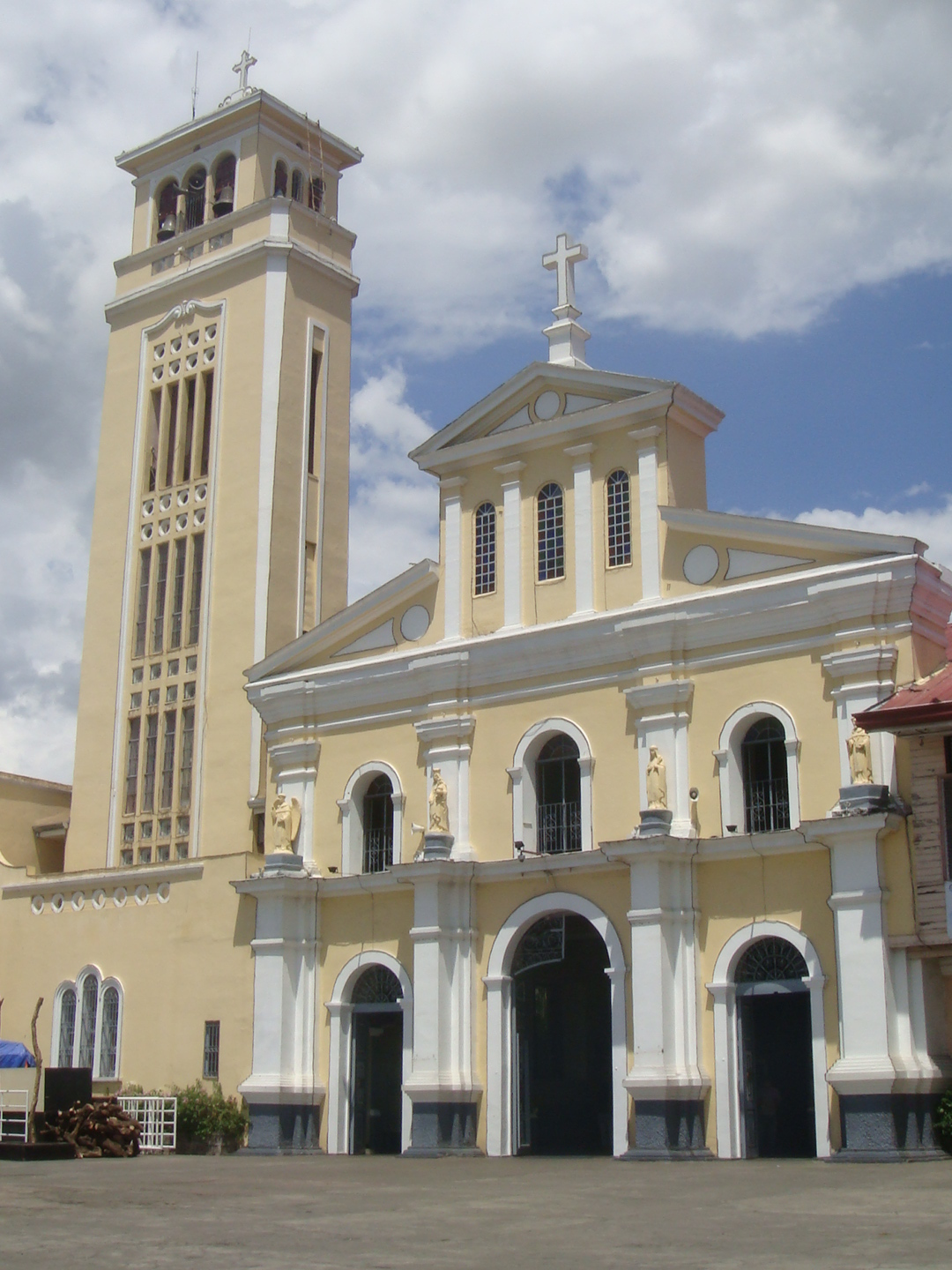
El Santuario

El municipio de Manáoag formaba parte de la provincia de Pangasinán.

"...MANAOAG: pueblo con cura y gobernadorcillo, en la isla de Luzón, provincia de Pangasinán, diócesis de Nueva Segovia..." 

"...Confina el TERMINO por N. con el de San Fabián, de la provincia de La Unión; por E. con el de Asingán, á 4 y ½ leguas; por el O. con el de San Jacinto, á  ½ id., y por S. 0. con Santa Bárbara , á 2 y ½ id..."
Diccionario Buzeta 209 MAN, 1850

## Patrimonio
El Santuario de Nuestra Señora del Santísimo Rosario de Manáoag es un santuario católico, administrado por la orden de los dominicos, pertenece a la Arquidiócesis de Lingayen-Dagupan.
Ha sido canónicamente afiliado a la Basílica de Santa María la Mayor, en Roma, desde junio de 2011.